# Az Ardwick AFC 1892–1893-as szezonja
Az 1892–1893-as szezon az Ardwick AFC 2. szezonja volt a The Football League-ben. A másodosztályú bajnokságban az 5. helyen végzett, ami azt jelentette, hogy maradnak a másodosztályban. Az FA-kupában az első selejtezőkörben kiestek, miután újrajátszott mérkőzésen kikaptak a Fleetwood Rangers csapatától.

## Mez
|  |

## Second Division
| Dátum                | Ellenfél            | O / I | Helyszín               | Eredmény LG – KG | Gólszerzők                               | Nézőszám |
| -------------------- | ------------------- | ----- | ---------------------- | ---------------- | ---------------------------------------- | -------- |
| 1892. szeptember 3.  | Bootle              | O     | Hyde Road              | 7 – 0            | Morris (2), Davies (3), Middleton, Angus | 4 000    |
| 1892. szeptember 10. | Northwich Victoria  | I     | The Drill Field        | 3 – 0            | Russell (2), Morris                      | 3 000    |
| 1892. szeptember 12. | Burslem Port Vale   | O     | Hyde Road              | 2 – 0            | Angus, Weir                              | 2 000    |
| 1892. szeptember 17. | Walsall Town Swifts | I     | Chuckery Sports Ground | 4 – 2            | Davies (2), Angus, Lambie                | 1 000    |
| 1892. szeptember 24. | Northwich Victoria  | O     | Hyde Road              | 1 – 1            | Middleton                                | 2 000    |
| 1892. október 1.     | Walsall Town Swifts | O     | Hyde Road              | 2 – 0            | Davies, Weir                             | 4 000    |
| 1892. október 8.     | Darwen              | I     | Barley Bank            | 1 – 3            | Davies                                   | 5 000    |
| 1892. október 10.    | Burslem Port Vale   | I     | Athletic Ground        | 2 – 1            | Weir (2)                                 | 1 000    |
| 1892. október 22.    | Small Heath         | O     | Hyde Road              | 2 – 2            | Weir, Morris                             | 6 000    |
| 1892. november 5.    | Grimsby Town        | I     | Abbey Park             | 0 – 2            |                                          | 2 000    |
| 1892. november 26.   | Burton Swifts       | O     | Hyde Road              | 1 – 1            | Russell                                  | 3 000    |
| 1892. december 17.   | Darwen              | O     | Hyde Road              | 4 – 2            | Weir (2), Mooney, Milarvie               | 6 000    |
| 1892. december 24.   | Lincoln City        | I     | John O'Gaunts          | 1 – 2            | Forrester                                | 1 000    |
| 1893. január 14.     | Burton Swifts       | I     | Peel Croft             | 0 – 2            |                                          | 1 000    |
| 1893. január 21.     | Bootle              | I     | Hawthorne Road         | 3 – 5            | Mooney (2), Middleton                    | 800      |
| 1893. január 30.     | Grimsby Town        | O     | Hyde Road              | 0 – 3            |                                          | 1 000    |
| 1893. február 14.    | Crewe Alexandra     | I     | Nantwich Road          | 1 – 4            | Yates                                    | 1 000    |
| 1893. február 18.    | Crewe Alexandra     | O     | Hyde Road              | 3 – 1            | Yates, Bowman, Milarvie                  | 3 000    |
| 1893. március 4.     | Sheffield United    | O     | Hyde Road              | 2 – 3            | Whittle, Bowman                          | 2 000    |
| 1893. március 25.    | Sheffield United    | I     | Bramall Lane           | 1 – 2            | Yates                                    | 700      |
| 1893. április 1.     | Small Heath         | I     | Muntz Street           | 2 – 3            | Yates, Carson                            | 800      |
| 1893. április 17.    | Lincoln City        | O     | Hyde Road              | 3 – 1            | Yates, Mooney, Morris                    | 2 000    |

### Tabella
| #  | Csapat              | M  | Gy | D | V  | LG | KG | GK  | P  |
| -- | ------------------- | -- | -- | - | -- | -- | -- | --- | -- |
| 1  | Small Heath         | 22 | 17 | 2 | 3  | 90 | 35 | +45 | 36 |
| 2  | Sheffield United    | 22 | 16 | 3 | 3  | 62 | 19 | +43 | 35 |
| 3  | Darwen              | 22 | 14 | 2 | 6  | 60 | 36 | +24 | 30 |
| 4  | Grimsby Town        | 22 | 11 | 1 | 10 | 42 | 41 | +1  | 23 |
| 5  | Ardwick             | 22 | 9  | 3 | 10 | 45 | 40 | +5  | 21 |
| 6  | Burton Swifts       | 22 | 9  | 2 | 11 | 47 | 47 | 0   | 20 |
| 7  | Northwich Victoria  | 22 | 9  | 2 | 11 | 42 | 58 | –16 | 20 |
| 8  | Bootle              | 22 | 8  | 3 | 11 | 49 | 63 | –14 | 19 |
| 9  | Lincoln City        | 22 | 7  | 3 | 12 | 45 | 51 | –6  | 17 |
| 10 | Crewe Alexandra     | 22 | 6  | 3 | 13 | 42 | 69 | –27 | 15 |
| 11 | Burslem Port Vale   | 22 | 6  | 3 | 13 | 30 | 57 | –27 | 15 |
| 12 | Walsall Town Swifts | 22 | 5  | 3 | 14 | 37 | 75 | –40 | 13 |

| Színmagyarázat | Színmagyarázat |
| -------------- | --- |
|                | Osztályozó mérkőzést vívnak a First Division utolsó három csapatával. A Darwen és a Sheffield United győzött, így feljutott, a Small Heath kikapott, így maradt a másodosztályban. |
|                | A szezon végén feloszlott. |

## FA-kupa
| 1892. szeptember 22. 1. selejtezőkör |

| Ardwick  | 1–1   | Fleetwood Rangers |
| -------- | ----- | ----------------- |
| Milarvie | (1–1) | Gól               |

| Hyde Road, Manchester Nézőszám: 600 |

| 1892. szeptember 22. 1. selejtezőkör, újrajátszás |

| Ardwick | 0–2   | Fleetwood Rangers |
| ------- | ----- | ----------------- |
|         | (0–0) | Brogan            |

| Hyde Road, Manchester Nézőszám: 2000 |

## Manchester Senior Cup
| 1893. február 25. 1. kör |

| Bury            | 3–0 | Ardwick |
| --------------- | --- | ------- |
| Gól · Gól · Gól |     |         |

| Hyde Road, Manchester Nézőszám: 6000 |

## Játékosok
| Poz. | Játékos         | Bajnokság | Bajnokság | FA-kupa  | FA-kupa | Összesen | Összesen |
| Poz. | Játékos         | Fellépés  | Gól       | Fellépés | Gól     | Fellépés | Gól      |
| ---- | --------------- | --------- | --------- | -------- | ------- | -------- | -------- |
| K    | William Douglas | 20        | 0         | 2        | 0       | 22       | 0        |
| K    | Harry Stones    | 2         | 0         | 0        | 0       | 2        | 0        |
| V    | Walter Bowman   | 2         | 2         | 2        | 0       | 4        | 2        |
| V    | John McVickers  | 17        | 0         | 2        | 0       | 19       | 0        |
| KP   | William Hopkins | 20        | 0         | 1        | 0       | 21       | 0        |
| KP   | Harry Middleton | 21        | 2         | 2        | 0       | 23       | 2        |
| KP   | Davie Russell   | 17        | 3         | 2        | 0       | 19       | 3        |
| KP   | Jimmy Yates     | 8         | 5         | 0        | 0       | 8        | 5        |
| CS   | Jack Angus      | 7         | 3         | 1        | 0       | 8        | 3        |
| CS   | Adam Carson     | 3         | 1         | 0        | 0       | 3        | 1        |
| CS   | William Lambie  | 3         | 1         | 0        | 0       | 3        | 1        |
| CS   | Bob Milarvie    | 17        | 2         | 2        | 1       | 19       | 3        |
| CS   | Hugh Morris     | 19        | 5         | 2        | 0       | 21       | 5        |
| CS   | Wilmot Turner   | 1         | 0         | 0        | 0       | 1        | 0        |
| CS   | David Weir      | 14        | 8         | 1        | 0       | 15       | 8        |
| --   | Harry Angus     | 2         | 0         | 0        | 0       | 2        | 0        |
| --   | George Armitt   | 1         | 0         | 0        | 0       | 1        | 0        |
| --   | Joe Davies      | 12        | 7         | 2        | 0       | 14       | 7        |
| --   | Tom Forrester   | 5         | 1         | 0        | 0       | 5        | 1        |
| --   | John Milne      | 8         | 0         | 1        | 0       | 9        | 0        |
| --   | Felix Mooney    | 9         | 4         | 0        | 0       | 9        | 4        |
| --   | David Robson    | 22        | 0         | 2        | 0       | 24       | 0        |
| --   | Fred Steele     | 4         | 0         | 0        | 0       | 4        | 0        |
| --   | Danny Whittle   | 9         | 1         | 0        | 0       | 9        | 1        |

### Gólszerzők
| Játékos         | Gól |
| --------------- | --- |
| David Weir      | 8   |
| Joe Davies      | 7   |
| Hugh Morris     | 5   |
| Jimmy Yates     | 5   |
| Felix Mooney    | 4   |
| Jack Angus      | 3   |
| Bob Milarvie    | 3   |
| Davie Russell   | 3   |
| Walter Bowman   | 2   |
| Harry Middleton | 2   |
| Adam Carson     | 1   |
| Tom Forrester   | 1   |
| William Lambie  | 1   |
| Danny Whittle   | 1   |

| Játékos         | Gól |
| --------------- | --- |
| David Weir      | 8   |
| Joe Davies      | 7   |
| Hugh Morris     | 5   |
| Jimmy Yates     | 5   |
| Felix Mooney    | 4   |
| Jack Angus      | 3   |
| Davie Russell   | 3   |
| Walter Bowman   | 2   |
| Harry Middleton | 2   |
| Bob Milarvie    | 2   |
| Adam Carson     | 1   |
| Tom Forrester   | 1   |
| William Lambie  | 1   |
| Danny Whittle   | 1   |

| Játékos      | Gól |
| ------------ | --- |
| Bob Milarvie | 1   |

## Fordítás
- Ez a szócikk részben vagy egészben  a(z)   1892–93 Ardwick A.F.C. season című angol Wikipédia-szócikk fordításán alapul.  Az eredeti cikk szerkesztőit annak laptörténete sorolja fel. Ez a jelzés csupán a megfogalmazás eredetét és a szerzői jogokat jelzi, nem szolgál a cikkben szereplő információk forrásmegjelöléseként.